# 本居宣長ノ宮
本居宣長ノ宮（もとおりのりながのみや）は、三重県松阪市殿町にある神社。本居宣長を国学神として祀る。神紋は桜花。神社本庁が所管する松阪市殿町地域の神社で、学徳達成の神として信者が多い。

## 祭神
- 主神 - 秋津彦美豆桜根大人（本居宣長）[2]
- 相殿 - 神霊能真柱大人（平田篤胤）[2]

## 祭祀
- 3月 - 進学祭り（正式名は入学祈願祭）
- 4月8日 - 宣長まつり
- 7月7日 - 学芸向上祭
- 12月23日 - 文化祭り

## 神社施設
本殿など神殿建築物の建物の他に、神社会館・講堂・参拝者が利用する休憩施設がある。松阪市殿町の松阪城付近に立地している。山地の高い地形の森に神社がある。

## 歴史
- 幕末期から本居を崇拝する国学信仰があった。幕末期から国学神として本居を祀る本居宣長神社を創設する声があったが、明治初期に川口常文の強い主張が神社建設の推進となり明治初期に神社が建設された。
- 1871年（明治4年） - 川口常文と野呂万次郎が、本居信郷、久世安庭等とともに山室山の本居宣長の奥墓の横に祠を建て祀る[3]。
- 1875年（明治8年）3月21日 - 飯南郡の花岡村の大字山室の山室村に山室山神社が創設され、相殿に平田篤胤も祀られることとなる[3]。
- 1889年（明治22年）9月26日 - 交通の便と、松阪町殿町追手筋（現在の松阪市役所がある場所）に移転した[2][3]。
- 1903年（明治36年）3月27日 - 三重県の県社になる[2][3]。
- 1915年（大正4年）11月8日 - 松阪の発祥地の聖域の四五百の森に移転した[2][4]。
- 1931年（昭和6年）7月16日 - 本居神社と改称する[2][3]。
- 1995年（平成7年）4月1日 - 本居宣長ノ宮と改称する[2][5]。